# Kreuzkraut-Blütenspanner

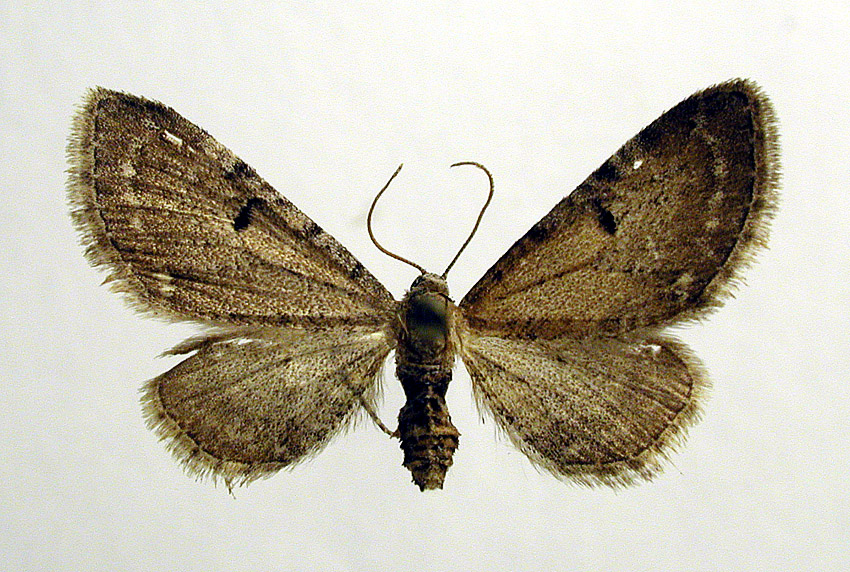
Präparat

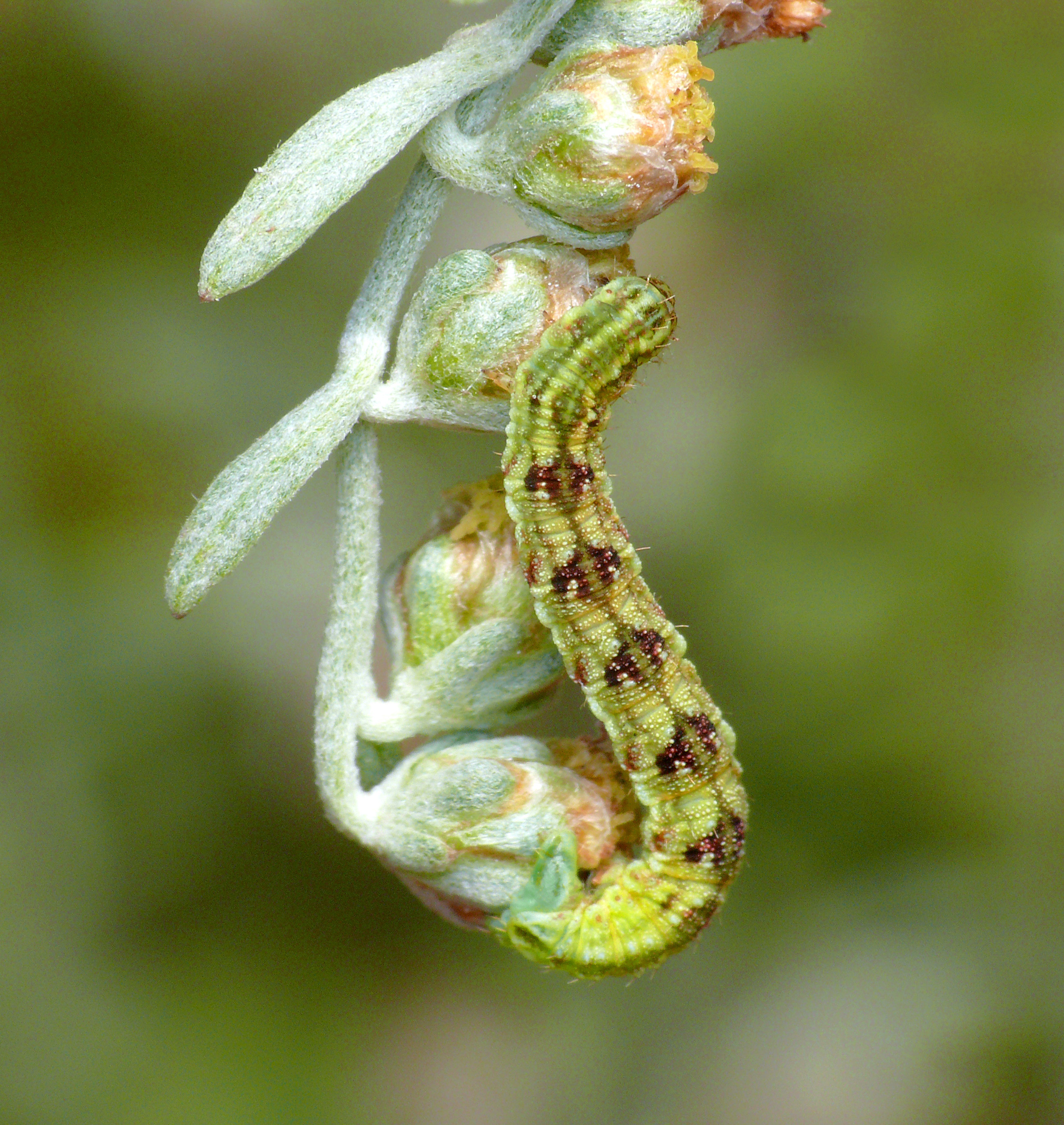
Grünliche Raupe

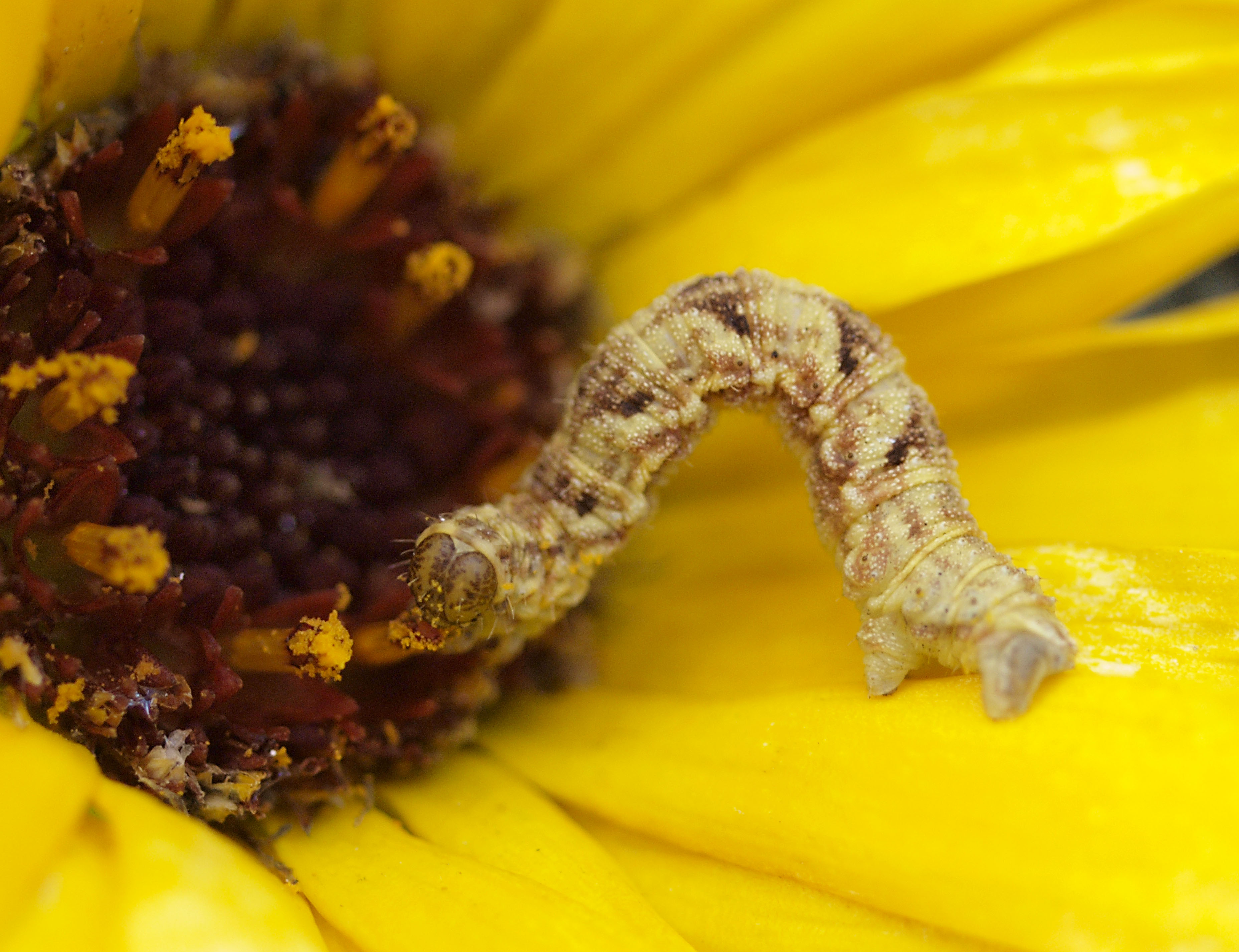
Cremefarbene Raupe

Der Kreuzkraut-Blütenspanner (Eupithecia absinthiata), zuweilen auch Wermut-Blütenspanner genannt, ist ein Schmetterling (Nachtfalter) aus der Familie der Spanner (Geometridae). Das Artepitheton bezieht sich auf das Wermutkraut (Artemisia absinthium), einer Nahrungspflanze der Raupen. Die Art wurde als Phalaena absinthiata Clerck, 1759 beschrieben und ist die Typusart der Gattung der Blütenspanner (Eupithecia).

## Merkmale

### Falter
Die Flügelspannweite der Falter beträgt 15 bis 30 Millimeter. Die Grundfarbe sämtlicher Flügel variiert von hellgrau bis zu braungrau. Auf der Vorderflügeloberseite heben sich am Vorderrand einige schwärzliche Flecke ab. Ein langgestreckter schwarzer Diskoidalfleck hebt sich deutlich ab. Die Wellenlinie ist in weiße Punkte aufgelöst und endet im Innenwinkel in einem kleinen weißen Fleck. Das Wurzelfeld der Hinterflügel ist leicht aufgehellt. Die Fransen sämtlicher Flügel sind nicht gescheckt.

### Raupe
Ausgewachsene Raupen sind glatt und gestreckt. Sie passen sich farblich der Grundfarbe der jeweiligen Nahrungspflanze an und sind dementsprechend grünlich, cremefarben oder bräunlich gefärbt und zeigen auf dem Rücken meist eine rotbraune rautenähnliche Musterung. Zuweilen treten auch hellgrüne, nahezu zeichnungslose Exemplare auf.

### Puppe
Die gelbbraune Puppe ist mit grünlichen Flügelscheiden versehen. Am Kremaster befinden sich acht Hakenborsten, deren mittleres Paar kräftig ausgebildet ist.

### Ähnliche Arten
Beim Hopfen-Blütenspanner (Eupithecia assimilata) sind die Wellenlinie sowie der weiße Fleck im Innenwinkel deutlich ausgebildet. Die Fransen sind gescheckt. Bei abgeflogenen Exemplaren ist eine sichere Bestimmung meist nur mittels einer  genitalmorphologischen Untersuchung möglich.

## Verbreitung und Vorkommen
Die Art ist in ganz Europa einschließlich der Britischen Inseln sowie in weiten Teilen Asiens bis nach Japan verbreitet. Außerdem gibt es ein Vorkommen in Nordamerika.
Der Kreuzkraut-Blütenspanner kommt in allen Hauptnaturräumen, teilweise flächendeckend sowie auch in Großstadtgebieten vor. In den Südalpen steigt er bis in Höhen von 1600 Metern.

## Lebensweise
Die dämmerungs- und nachtaktiven Falter erreichen ihre Hauptflugzeit in den Monaten Juli und August. In Abhängigkeit von der Blütenentwicklung der jeweiligen Raupennahrungspflanze wurden jedoch auch davon abweichende Flugzeiten festgestellt. Sie besuchen gerne künstliche Lichtquellen. Als Nahrungsquelle dienen den Faltern die Blüten von Gold-Aster (Galatella linosyris), Labkräutern (Galium), Witwenblumen (Knautia), Klee (Trifolium) oder Doldenblütlern (Umbelliferae). Die im September und Oktober lebenden Raupen ernähren sich polyphag von den Blättern, Blüten und Früchten einer Vielzahl verschiedener Pflanzen. Eine gewisse Bevorzugung wurde bei Kreuzkräutern (Senecio), Wasserdost (Eupatorium) sowie von Goldruten- (Solidago) und Artemisiaarten festgestellt. Die Art überwintert im Puppenstadium.

## Gefährdung
Der Kreuzkraut-Blütenspanner kommt in Deutschland weit verbreitet und meist zahlreich vor und wird auf der Roten Liste gefährdeter Arten als „nicht gefährdet“ eingestuft.